# 23325 Arroyo
23325 Arroyo è un asteroide della fascia principale. Scoperto nel 2001, presenta un'orbita caratterizzata da un semiasse maggiore pari a 2,3523673 UA e da un'eccentricità di 0,1261920, inclinata di 4,74160° rispetto all'eclittica.